# ハンス・ホッター
ハンス・ホッター（ドイツ語：Hans Hotter, 1909年1月19日 - 2003年12月6日）は、ドイツの声楽家（バスバリトン）、オペラ歌手、音楽教育者、オペラ演出家。

## 略歴
ドイツ帝国のオッフェンバッハ・アム・マインで生まれる。高校を卒業後、ミュンヘン大学で哲学と音響学を学び、宗教音楽家を目指してミュンヘン音楽大学でピアノとオルガンを学んでいたが、1929年にヘンデル『メサイア』のバス独唱の代役を務めた際に、マッテウス・レーマーに歌手としての才能を認められ、声楽を師事した。1930年トロッパウ（現：チェコ領オパヴァ）でモーツァルト『魔笛』の弁者を歌ってオペラデビュー。すでに22歳のとき、ワーグナー『ジークフリート』で「さすらい人（ヴォータン）」を歌っている。 
1932年にはブレスラウ（現ポーランド領ヴロツワフ）とプラハ国立歌劇場で歌う。その後1934年にハンブルク州立歌劇場に出演している。1937年にはバイエルン国立歌劇場と契約。ここで彼は、ワーグナーの全てのバリトン役を務めただけでなく、リヒャルト・シュトラウス『平和の日』『カプリッチョ』『ダナエの愛』の初演にも参加している。彼は35年以上在籍し、50年にわたって実質的に出演。モーツァルトとヴェルディも数多く歌った。彼はミュンヘン、ウィーン、シュトゥットガルト、ハンブルク、シカゴなど主要な歌劇場を中心に活躍した。 
1947年にはロンドンのコヴェント・ガーデン王立歌劇場でデビュー。1950年メトロポリタン歌劇場にデビューし、ワーグナーの諸役をその後数シーズンにわたり演じた。 
1952年から1966年の間、彼はバイロイト音楽祭に15年連続して出演している。そこで彼は1952-1958年、1961年、1963年、1965年に『ニーベルングの指環』ヴォータン、1955年と1965年に『さまよえるオランダ人』オランダ人、1953-1954年に『パルジファル』アムフォルタス、1960-1966年に『パルジファル』グルネマンツ、1952年と1957年に『トリスタンとイゾルデ』クルヴェナル、1956年に『ニュルンベルクのマイスタージンガー』ハンス・ザックス、1958年と1960年に『マイスタージンガー』ポーグナー、1955年に『神々の黄昏』グンターを歌っている。 
また、ザルツブルク音楽祭やエディンバラ音楽祭にも出演し、大成功を収めた。ザルツブルクでは、1942年にモーツァルト『フィガロの結婚』アルマヴィーヴァ伯爵、1943年に『魔笛』弁者、1946年にモーツァルト『ドン・ジョヴァンニ』タイトルロール、1947年にリヒャルト・シュトラウス『アラベラ』マンドリーカ、1959年にはリヒャルト・シュトラウス『無口な女』モロズス、1969年にはベートーヴェン『フィデリオ』ドン・フェルナンド（大臣）を歌っている。 
オペラ演出家の分野にも進出し、1961年から1964年にかけてロンドンのコヴェント・ガーデンで『ニーベルングの指環』全曲を演出した。また、ウィーンやハンブルクでも演出家を務めた。 
1972年にはパリ国立オペラ座で再び舞台に立ち『ワルキューレ』ヴォータンを歌ったが、その後も時折舞台に立つ（1983-1984年ウィーン国立歌劇場でアルバン・ベルク『ルル』シゴルヒ、1985年スカラ座で『魔笛』弁者）。高齢になっても、ホッターのカリスマ的な姿はシゴルヒ（1992年）のようなつかみどころのない人物にさえ印象的な存在感を与えていた。ホッターが最後に演じたのは2001年2月リヒャルト・ホイベルガー『オペラボール』王子リージェントである。 
さらに、ホッターは歌曲の分野においても彼の世代の最も重要な歌手であった（詳細は後述）。 
1955年にホッターはバイエルンの宮廷歌手の称号を受けている。 
1977年にはウィーン国立音楽大学の教授に任命された。1979年にミュンヘンガスタイクスの小さなホールで開催された若い歌手のためのマスタークラスは、ザールラント放送で録画され、 ヴォルフ＝エバーハルト・フォン・レヴィンスキ（ドイツの音楽評論家）のドキュメンタリー映画『ハンス・ホッター』としてARD（ドイツ公共放送）で放送された。 
1996年には彼の自伝『5月は私をもてなしてくれた…』„Der Mai war mir gewogen ...“（『冬の旅』の一節である）がKindler出版社から出版された。   
1985年、ホッターはミュンヒナー・タームシュライバー（Münchner Turmschreiber:南ドイツの著名な作家、劇作家、エッセイスト、ジャーナリスト、評論家、歴史家、教授などによるグループ）から「バイエルンの詩人賞（Bayerischen Poetentaler）」を与えられた。また、1998年には「ウィーン市の名誉の指輪（Ehrenring der Stadt Wien）」を授与された。   
2003年12月6日、ミュンヘンで死去。94歳没。ミュンヘンのゾルン森林墓地に埋葬されている。

## 歌唱など
ホッターは幅広いレパートリーを持っていたが、とりわけ偉大なワーグナー歌いとして広く認められ、『ニーベルングの指環』の神々しいヴォータン、『ニュルンベルクのマイスタージンガー』の慈愛に満ちたハンス・ザックス、『パルジファル』のグルネマンツ、オランダ人など主要作品の要となる役柄において高い評価を受けた。
また、ホッターはオペラの舞台のほか、バッハの宗教曲、シューベルト、シューマン、レーヴェ、ヴォルフ、リヒャルト・シュトラウスなどのドイツ歌曲においても、その洞察力に富んだ解釈で深い感動を与えた。特に1954年にジェラルド・ムーアのピアノ伴奏で歌ったフランツ・シューベルトの連作歌曲『冬の旅』の解釈・歌唱は世界的に著名であり、まさに「世紀の録音」と言っても過言ではない。1962年以来、日本でもたびたびリサイタルを行い、多くの聴衆の支持を受けた。1990年代まで彼は高い水準の歌唱力を保ち続け、リサイタルを開催し続けた。
彼の力強く比類ないバス・バリトンの声は、楽曲にふさわしい洗練されたテクニックをも併せ持つものであった。さらに、卓越した知性と想像力も伴っていた。
特に前述の『冬の旅』、シューベルトの『白鳥の歌』が広く愛聴されているが、バス・バリトンという自身の声域からレパートリーを制限し、『美しき水車小屋の娘』などは歌わなかった。
ミュンヘンのホッターのもとにはさまざまな歌手が勉強に訪れ、クリスタ・ルートヴィヒが女性が『冬の旅』を歌う事について尋ねた際には「良いと思うよ。私は『女の愛と生涯』を歌おうとは思わないけど」と語った。後にナタリー・シュトゥッツマンも『冬の旅』を勉強しにホッターのもとを訪れた。

## エピソード
1956年コヴェントガーデン王立歌劇場での『ワルキューレ』上演の際、ヴォータン役のホッターのマントから、ピンクのヒラヒラの付いたコート・ハンガーがにょっきり突き出ていた。ホッターは幕の間じゅう、その姿で堂々とのし歩き、その威厳に満ちた態度に、聴衆一同はまもなく「コート・ハンガー無しのヴォータンなどはヴォータンとは言えない」と思い始めたほどだった。アーネスト・ニューマン（英国の音楽評論家）は、ホッターこそ「舞台に出て、自らが神その人であることを、聴衆に納得させることのできる、世界にただ一人の人物」と評したという。

## ディスコグラフィー
オペラ、コンサート、オラトリオ、歌曲等、きわめて数多くの録音・映像を残しており、日本版Amazonだけでも2020年8月現在も1000点以上のアイテムが存在する。

## Audio examples
- [1] Richard Wagner: Der fliegende Holländer - 1. act
- [2] Richard Wagner: Der fliegende Holländer - 2. act
- [3] Richard Wagner: Der fliegende Holländer - 3. act

Daland: Kurt Böhme, Senta: Helene Werth, Erik: Bernd Aldenhoff, Mary: Res Fischer, Steuermann: Helmut Krebs, Holländer: Hans Hotter - Chor und Sinfonieorchester des Norddeutschen Rundfunks - Wilhelm Schüchter - Hamburg 1951